# Mario Castelnuovo-Tedesco
Œuvres principales
- Concerto pour guitare et orchestre no 1 en ré majeur, op. 99 (1939)
- Platero y yo, op. 190

Mario Castelnuovo-Tedesco (né à Florence le 3 avril 1895 - mort à Beverly Hills, en Californie, le 16 mars 1968) est un compositeur italien, émigré aux États-Unis. Il est surtout connu pour ses pièces pour guitare classique, ses œuvres concertantes et sa musique de film.

## Biographie
Mario Castelnuovo-Tedesco est un compositeur italien de tendance impressionniste et néo-romantique très prolifique ; descendant d'une illustre famille de banquiers qui vécurent dans la péninsule ibérique jusqu'à l'expulsion des Juifs d'Espagne en 1492, sa musique combine de fait des inspirations italiennes, juives et espagnoles, comme en témoigne son important catalogue (210 opus).
Il a écrit pour tous les genres et son style fluide s'adapte aux diverses situations évoquées dans sa musique, souvent descriptive ; ses très nombreuses pièces pour piano ou guitare sont souvent conçues comme des poèmes symphoniques en miniature ; sa musique, d'une grande puissance poétique et d'évocation, puise souvent sa source d'inspiration dans la littérature ou se marie souvent avec la poésie ou la scène : mélodies, mais aussi musique à programme (ballet, théâtre, opéra, cinéma, marionnettes…) pour, ou bien d'après des textes poétiques ou narratifs : William Shakespeare, Federico Garcia Lorca, John Keats, Walt Whitman, Juan Ramón Jiménez…
C'est logiquement en Italie qu'il commence sa formation musicale : il étudie le piano à Florence, puis la composition à Bologne avec le compositeur Ildebrando Pizzeti (1880-1968) et surtout Alfredo Casella (1883-1947) qui fut son grand mentor. Il déploie une activité de pianiste, de compositeur mais aussi de critique musical, et ses œuvres furent très vite jouées dans toute l'Europe.
Sa première œuvre d'importance est un opéra, La Mandragola (d'après Machiavelli), créée à la Fenice de Venise en 1926.
Ses origines juives seront pour lui une source d'inspiration constante : (Naomi and Ruth op. 22, Sacred service pour the Sabbath Eve) et, notamment, son deuxième concerto pour violon I Profeti, op. 66, écrit en 1931, en hommage à Jascha Heifetz. Mais ce sont ces mêmes origines juives qui l'obligent à quitter en 1939 l'Italie pour les États-Unis, afin de fuir la politique antisémite du régime de Mussolini. Il s'installe à Hollywood où il écrit la musique de plus de deux cents films.
Outre ses origines, les liens du compositeur avec l'Espagne sont aussi en partie dus à sa rencontre avec Andrés Segovia, à Venise, en 1932. Cette première rencontre lui inspire d'ailleurs son premier concerto pour guitare, qui devint l'un de ses instruments de prédilection : près d'une centaine de compositions, dont des concertos (2 pour guitare, 1 pour 2 guitares, 2 pour violon, 2 pour piano, 1 pour harpe…) et aussi, certainement l'une des plus originales, son fameux Platero y yo, élégie andalouse pour narrateur et guitare, son opus 190, écrit en 1960 sur 28 des 138 courts chapitres du récit poétique éponyme du poète andalou Juan Ramón Jiménez.

## Œuvres

### Piano
- Suite anglaise (1909)
- Questo fu il carro della morte, op. 2 (1913)
- Il raggio verde, op. 8 (1916), inspiré par un lever de soleil à Monteggioli[1] ;
- I naviganti, op. 13 (1919), inspiré par un bas-relief d'Andrea Pisano à Florence[1] ;
- Alghe (1919)
- I cipressi, op. 17 (1920), inspiré par les cèdres d'Usigliano di Lari[1] ;
- La sirenetta e il pesce turchino (1920)
- Vitalba e biancospino (1921)
- Le danze del re David, rhapsodie hébraïque,  op. 37 (1925)
- Sonate (1928)
- Alt Wien, rhapsodie viennoise (1923)
- Piedigrotta, op. 32 (1924)
- Trois chorals sur une mélodie hébraïque (1926)
- Sonate (1928)
- Candide (1944)
- Suite dans le style italien, op. 138 (1947)
- Six canons, op. 142
- Greeting Cards, op. 170 (1954)
- Ricercare sur le nome de Dallapiccola (1958)
- Sonatina zoologica, op. 187 (1961)

### Violon
- Figaro. Concerto-Rhapsodie sur le Barbier de Séville de Rossini
- Sea Murmurs
- Valse-Bluette, op. 170 no 24, écrite sur le pseudonyme d'Erick Friedman
- Alt Wien

### Harpe
- Rhapsodie pour Harpe "La Harpe de David", op.209
- Arabesques pour Harpe, dont la Seconde "sur le nom de Pearl Chertok" (1967), extraites de Greeting Cards pour Piano op.170

### Hautbois
- Concerto da camera, op. 146a

### Guitare
- Variations à travers les siècles, op. 71 (1932)
- Sonata Hommage à Boccherini, op. 77 (1934)
- Capriccio Diabolico (Hommage à Paganini), op. 85a (1935)
- Aranci in fiore, op. 87a (1935)
- Tarantella, op. 87b (1935)
- Variations plaisantes sur un petit air populaire, op. 95
- Rondò, op. 129
- Suite, op. 133
- Greeting Cards, op. 170
- Tre preludi mediterranei, op. 176
- Escarramán, op. 177
- Passacaglia, op. 180
- Platero y yo, op. 190
- Tre preludi al Circeo, op. 194
- 24 Caprichos de Goya, op. 195 (1961)
- Appunti, op. 210

### Deux guitares
- Les guitares bien tempérées, op. 199 (1962), (24 préludes et fugues dans les 24 tonalités majeures et mineures)
- Fuga Elegiaca, op. R210a (1967) (dédiée au duo Evangelos & Liza)

### Musique de chambre
- Trio no 1, op. 49, pour violon, violoncelle et piano
- Sonate, op. 50 (1928), pour  violoncelle et piano
- Sonate - quasi una fantasiam op. 56 (1929), pour violon et piano
- Trio no 2, op. 70, pour violon, violoncelle et piano
- Toccata, op. 83 (1935), pour violon, violoncelle et piano
- Sonate pour clarinette & piano, op. 128 [Enregistrement: Grenadillamusic.com]
- Quintette avec guitare, op. 143 (1951), pour quatuor à cordes et guitare
- Fantasia, op. 145 (1950), pour piano et guitare
- Aria pour hautbois, violoncelle et guitare, op. 146C, no 3
- Choral with Variations, pour 4 cors en fa, op. 162
- Sonatine pour flûte et guitare, op. 205 (1965)
- Eclogues, op. 206 (1966), pour flûte, cor anglais et guitare
- Sonate op. 208 (1967), pour violoncelle et harpe
- Morning in Iowa, pour voix, accordéon, banjo, clarinette, contrebasse, percussion

### Musique orchestrale
- Ouverture: La bisbetica domata (The Taming of the Shrew) (1930)
- Ouverture: La dodicesima notte (Twelfth Night) (1933)
- Ouverture: Il mercante di Venezia (The Merchant of Venice) (1933)
- Ouverture: Giulio Cesare (Julius Caesar) (1934)
- Ouverture: Il racconto d'inverno (The Winter's Tale) (1935)
- Ouverture: A Midsummer Night's Dream (1940)
- Ouverture: King John (1941)
- Ouverture: Antony and Cleopatra (1947)
- Ouverture: The Tragedy of Coriolanus (1947)
- Ouverture: Much Ado about Nothing (1953)
- Ouverture: As You Like It (1953)

#### Musique concertante
- Violon :
  - Concerto pour violon no 1 (L'Italiano) (1924)
  - Concerto pour violon no 2 (I profeti), op. 66 pour Jascha Heifetz) (1933)
- Piano :
  - Concerto pour piano no 1 en ré majeur, op. 46 (1927), créé le 9 décembre 1928 à Rome avec Ernesto Consolo au piano, l’orchestie Augusteo, sous la direction de Bernardino Molinari ;
  - Concerto pour piano no 2 en fa majeur, op. 92 (1939), créé le 2 novembre 1939 avec le compositeur au piano, L'orchestre philharmonique de New-York sous la direction de John Barbirolli
- Violoncelle :
  - Concerto pour violoncelle en sol mineur, op. 72 (1933; pour Gregor Piatigorsky)
- Harpe :
  - Concertino pour harpe et orchestre de chambre, op. 93 (1937)
- Guitare :
  - Concerto pour guitare et orchestre no 1 en ré majeur, op. 99 (1939)
  - Sérénade pour guitare et orchestre, op. 118
  - Concerto pour guitare et orchestre no 2 en ut majeur, op. 160 (1953)
  - Concerto pour deux guitares, op. 201 (1962)

### Opéras et musiques de scène
- La mandragola op. 20, opéra en 3 actes, livret du compositeur, d'après La Mandragore de  Nicolas Machiavel (1920-23, création 4 mai 1926 Venise, Théâtre la Fenice; révision du 2e acte 1928, Wiesbaden, Staatsoper)
- Savonarola di Alessi, op. 81 - en 3 actes, musique de scène (Florence 1935)
- I giganti della montagna di Pirandello, op. 95 - musique de scène (Florence 1936)
- Aucassin et Nicolette, op. 98 - pour marionnettes (1938, création 2 juin 1952 Florence)
- Il Mercante di Venezia, op. 181 - opéra en 3 actes d'après The Merchant of Venice de Shakespeare (1956 création le 25 mai 1961, Florence, Teatro comunale)
- All's Well That Ends Well, op. 182 - en 3 actes (1955-58; non représenté)
- Saul, op. 191 - opéra biblique en 3 actes d'après Vittorio Alfieri (1958-60; non représenté)
- The Importance of Being Earnest (1961)  op. 198 - opéra de chambre en 3 actes d'après la pièce éponyme d'Oscar Wilde; livret anglais et italien (du compositeur) (1961-62 création 1972 Auditorium RAI de Rome; 1975 New York, La Guardia)

### Ballets
- Bacco in Toscana, op. 39 - (Milan 1931)
- The Octoroon Ball, op. 136 - (? 1947)

### Musique vocale
- Stelle Cadenti (Shooting Star), cycle de 12 mélodies en Italien pour voix et piano (1919)
- Sei odi di Orazio (Six odes d'Horace), pour voix et piano (1930)
- Naomi and Ruth (1947)
- The Divan of Moses Ibn Ezra, pour soprano et guitare (1966)

### Musique chorale
- Romancero gitano, pour chœur mixte et guitare, op. 152
- Lecho Dodi, pour chœur mixte et voix soliste, op. 90

### Filmographie
Liste des 11 films pour lesquels Castelnuovo-Tedesco figure comme auteur de la bande sonore
- 1941 : The Return of the Vampire, réalisé par Lew Landers
- 1944 : The Black Parachute, réalisé par Lew Landers
- 1944 : She's a Soldier Too, réalisé par William Castle
- 1945 : Dix Petits Indiens (And Then There Were None), réalisé par René Clair
- 1947 : Désirs de bonheur (Time Out of Mind), réalisé par Robert Siodmak
- 1948 : Les Amours de Carmen (The Loves of Carmen), réalisé par Charles Vidor
- 1950 : La Revanche des gueux (Rogues of Sherwood Forest), réalisé par Gordon Douglas
- 1951 : La Corrida de la peur (The Brave Bulls), réalisé par Robert Rossen
- 1951 : L'Épée de Monte Cristo (Mask of the Avenger), réalisé par Phil Karlson
- 1952 : Le Proscrit (The Brigand), réalisé par Phil Karlson
- 1954 : Nettoyage par le vide (The Long Wait), réalisé par Victor Saville

Liste des films dans lesquels Castelnuovo-Tedesco a collaboré en tant que compositeur de musique originale
- 1941 : La Proie du mort (Rage in Heaven), réalisé par W. S. Van Dyke, Robert B. Sinclair et Richard Thorpe
- 1941 : Docteur Jekyll et M. Hyde (Dr. Jekyll and Mr. Hyde), réalisé par Victor Fleming
- 1942 : Fingers at the Window (en), réalisé par Charles Lederer
- 1942 : Danse autour de la vie (We Were Dancing), réalisé par Robert Z. Leonard
- 1942 : The Affairs of Martha, réalisé par Jules Dassin
- 1942 : Mr. Blabbermouth!, court-métrage réalisé par Basil Wrangell
- 1942 : Je te retrouverai (Somewhere I'll Find You), réalisé par Wesley Ruggles
- 1942 : Journey for Margaret, réalisé par W. S. Van Dyke
- 1942 : Sept amoureuses (Seven Sweethearts), réalisé par Frank Borzage
- 1942 : Reunion in France, réalisé par Jules Dassin
- 1943 : Plan for Destruction, court-métrage réalisé par Edward L. Cahn
- 1943 : Hitler's Madman, réalisé par Douglas Sirk
- 1944 : In Our Time, réalisé par Vincent Sherman
- 1944 : Two-Man Submarine, réalisé par Lew Landers
- 1944 : Inconnu à cette adresse (Address Unknown) de William Cameron Menzies
- 1944 : Les Saboteurs (Secret Command), réalisé par A. Edward Sutherland
- 1944 : The Mark of the Whistler, réalisé par William Castle
- 1944 : Sergeant Mike, réalisé par Henry Levin
- 1945 : I Love a Mystery, réalisé par Henry Levin
- 1945 : The Crime Doctor's Courage, réalisé par George Sherman
- 1945 : Le Portrait de Dorian Gray (The Picture of Dorian Gray), réalisé par Albert Lewin
- 1945 : L'Horloge (The Clock), réalisé par Vincente Minnelli
- 1945 : Son of Lassie, réalisé par S. Sylvan Simon
- 1945 : L'Oncle Harry (The Strange Affair of Uncle Harry) de Robert Siodmak
- 1945 : Voice of the Whistler, réalisé par William Castle
- 1945 : Prison Ship, réalisé par Arthur Dreifuss
- 1946 : Night Editor, réalisé par Henry Levin
- 1946 : The Man Who Dared, réalisé par John Sturges
- 1946 : Dangerous Business (en), réalisé par D. Ross Lederman
- 1946 : Le Courage de Lassie (Courage of Lassie), réalisé par Fred M. Wilcox
- 1946 : Shadowed, réalisé par John Sturges
- 1946 : Lame de fond (Undercurrent), réalisé par Vincente Minnelli
- 1947 : Désirs de bonheur (Time Out of Mind), réalisé par Robert Siodmak
- 1947 : Devil Ship, réalisé par Lew Landers
- 1948 : Alias a Gentleman, réalisé par Harry Beaumont
- 1949 : Si ma moitié savait ça (Everybody Does It), réalisé par Edmund Goulding
- 1951 : Proprement scandaleux (Strictly Dishonorable), réalisé par Melvin Frank et Norman Panama